# Thomas Birch Florence

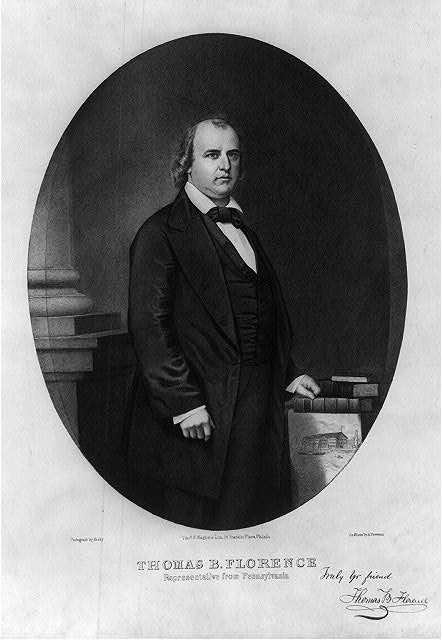
Thomas Birch Florence

Thomas Birch Florence (* 26. Januar 1812 in Philadelphia, Pennsylvania; † 3. Juli 1875 in Washington, D.C.) war ein US-amerikanischer Politiker. Zwischen 1851 und 1861 vertrat er den Bundesstaat Pennsylvania im US-Repräsentantenhaus.

## Werdegang
Thomas Florence besuchte die öffentlichen Schulen seiner Heimat und absolvierte eine Lehre als Hutmacher. Seit 1833 arbeitete er in diesem Handwerk. Außerdem stieg er in das Zeitungsgeschäft ein. Gleichzeitig schlug er als Mitglied der Demokratischen Partei eine politische Laufbahn ein. In den Jahren 1846 und 1848 kandidierte er noch erfolglos für den Kongress.
Bei den Kongresswahlen des Jahres 1850 wurde Florence dann aber im ersten Wahlbezirk von Pennsylvania in das US-Repräsentantenhaus in Washington gewählt, wo er am 4. März 1851 die Nachfolge von Lewis Charles Levin antrat. Nach vier Wiederwahlen konnte er bis zum 3. März 1861 fünf Legislaturperioden im Kongress absolvieren. Diese waren von den Ereignissen im Vorfeld des Bürgerkrieges geprägt.
Nach dem Ende seiner Zeit im US-Repräsentantenhaus arbeitete Thomas Florence in der Zeitungsbranche in Washington. In den Jahren 1868 und 1874 bewarb er sich erfolglos um die Rückkehr in den Kongress. Er starb am 3. Juli 1875 in Washington und wurde in Philadelphia beigesetzt.